# Hermandad de nazarenos de Jesús Redentor ante Caifás y Nuestra Señora de la Estrella de Ávila
La Hermandad de nazarenos de Jesús Redentor ante Caifás y Nuestra Señora de la Estrella, más conocida con el nombre de La Estrella, es una cofradía de la Semana Santa abulense, que realiza su estación de penitencia en la tarde noche del Martes Santo.

## Orígenes

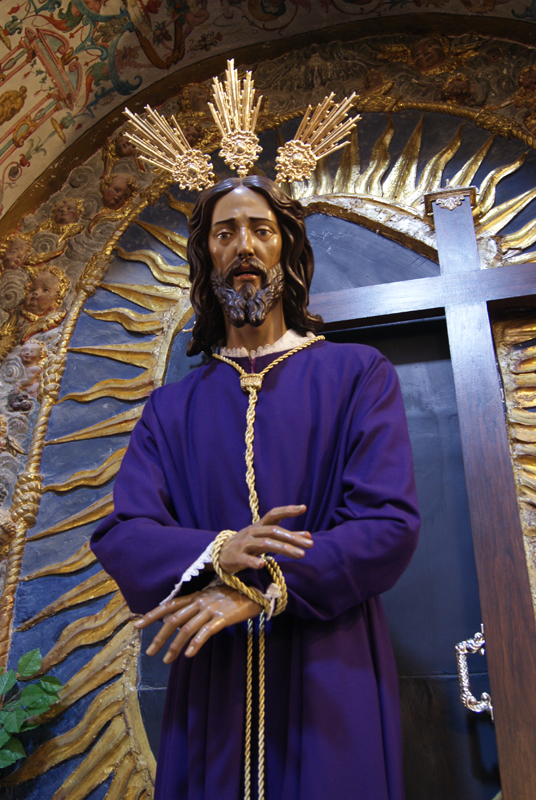
Imagen de Jesús Redentor ante Caifás.

La Hermandad de la Estrella se fundó a finales de 2005 bajo la protección de la parroquia del Inmaculado Corazón de María, siendo en aquel momento el párroco Don Jesús Jiménez Bustos. La Hermandad decidió establecer su sede canónica en la parroquia del ICM y más concretamente en la iglesia de Santa María de Jesús, conocido como Las Gordillas. 
Al año siguiente, en 2006, el 11 de abril realizó su primera salida penitencial con la existencia de un único paso, el paso de misterio en el que se encontraba la primera talla de Jesús Redentor, realizada por Ismael Márquel, escultor jerezano. En ese primer año la hermandad contaba con un número de alrededor de 120 hermanos, siendo alrededor de 40 costaleros. Tiene una peculiaridad, ya que se trata de la Hermandad pionera en Castilla y León en sacar pasos a costal durante la Semana Santa, pues la primera fue la procesión de gloria de la Virgen del Rosario de Salamanca, cuando la festividad la organizaba la Hermandad Dominicana.
Es en el año 2006 cuando la Hermandad decidió adquirir una nueva imagen de Jesús Redentor y la de María Santísima de la Estrella. La Bendición tuvo lugar en la Iglesia de Santa María de Jesús "Las Gordillas", el día 27 de octubre de 2006 la de Nuestra Señora de la Estrella y el día 28 de octubre de 2007 la de Nuestro Padre Jesús Redentor.
A lo largo de los años se ha visto incrementado ese número de cofrades, tanto de hermanos costaleros, como de nazarenos.

## Salida Penitencial
La Hermandad de la Estrella tiene una peculiaridad en su salida penitencial. Es la primera entidad que decide realizar Estación de Penitencia en Ávila. En la actualidad esta Estación de Penitencia se realiza a la puerta del  Convento de San José (Ávila) "Las Madres", primera fundación de Santa Teresa de Jesús. 
La puerta lateral del templo de Las Gordillas es demasiado baja, por lo que el paso de misterio sale a ras de suelo, sin las potencias del Señor, sin casco el centurión romano y sin atavío en la cabeza Caifás; el paso de palio realiza su salida sin el palio y los costaleros de rodillas. Una vez en la calle, 12 costaleros son los encargados de colocar el  palio sobre el paso. La Estación de Penitencia tiene una duración aproximada de 4,30 horas, y la hora de salida es a las 16:15.

## Representación de los pasos
El paso de misterio representa el juicio que tuvo Cristo ante Anás y Caifás, componentes del Sanedrín. Es donde a Cristo le condenaron culpable. Está compuesto por 5 figuras que son: Jesús Redentor(Juan Ventura 2007), Caifás(Antonio Fernández), un centurión romano(Juan Ventura), José de Arimatea (Juan Ventura) y Anás (Juan Manuel Montaño).

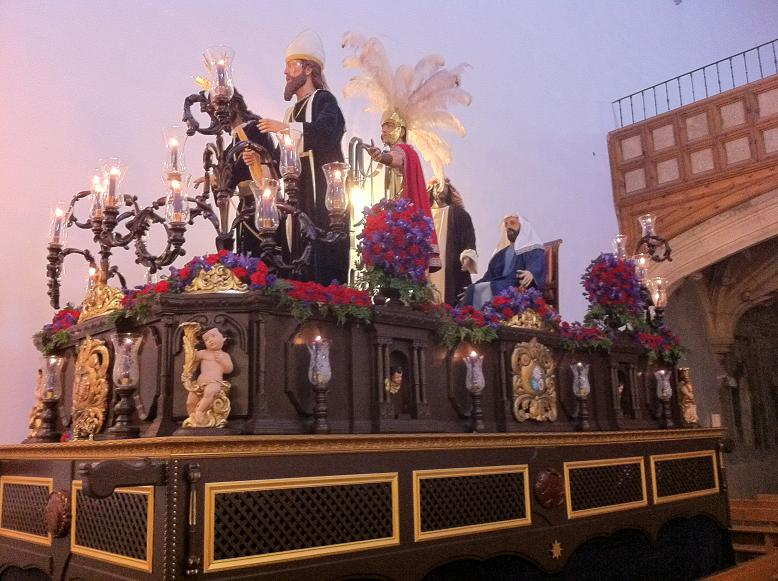
Paso de misterio..

En el paso de palio se encuentra la imagen de la Santísima Virgen, bajo la advocación de la Estrella, que se trata de una Dolorosa que derrama sus lágrimas por la muerte del Hijo. Ambas tallas Titulares son obra de Juan Ventura, realizadas en 2006 y 2007 en madera de cedro policromado.

## Sede
La sede canónica de la Hermandad es la parroquia del Inmaculado Corazón de María y más concretamente la iglesia de Santa María de Jesús, Las Gordillas. Las imágenes se encuentran al culto en dicha iglesia. El ICM cuenta con una historia reciente, respecto a la mayoría de templos abulenses. Se trata de una construcción realizada en la década de los años 60 del siglo XX.